# Ulične svjetiljke
Ulične svjetiljke: prvi hrvatski časopis o beskućništvu i srodnim društvenim temama prvi je hrvatski časopis o beskućništvu i srodnim društvenim temama. Časopis izdaje Franjevački svjetovni red - mjesno bratstvo Trsat (Rijeka), koje vodi i prihvatilište za beskućnike "Ruže sv. Franje" u Rijeci. Izlazi četiri ili pet puta godišnje, a tiska se u tiskari Novog lista u 8-9 tisuća primjeraka.

## Povijest
Godine 2008. trsatsko mjesno bratstvo franjevačkoga svjetovnog reda, provoditelj projekta riječkog prihvatilišta za beskućnike „Ruže Sv.Franje”, pokrenulo je prvi hrvatski ulični časopis o beskućništvu i srodnim društvenim temama Ulične svjetiljke, kao jedan u nizu programa s ciljem resocijalizacije socijalno isključivih ljudi. Časopis je nadahnut ljubljanskim listom Kralji ulice. Prvi je broj objavljen u rujnu 2008. i prodavao se na riječkim ulicama, a ubrzo nakon toga i u ostalim većim hrvatskim gradovima. Prvi glavni urednik bio je fra Siniša Pucić, a od 2014. godine glavna urednica je Jasna Krapac.
Najviša naklada u kojoj su izlazile dosegnula je trideset tisuća primjeraka.
Na poziv prvog urednika Siniše Pucića, Ana Mušnjak i Jelena Šindija snimile su 2023. kratkometražni dokumentarni film Ulične svjetiljke (27 min.), prigodom petnaestgodišnjice objavljivanja časopisa. Film je pretpremijerno prikazan u riječkoj Gradskoj vijećnici, a potom i premijerno 8. svibnja 2024. u Art-kinu Croatia u Rijeci. Prikazan je i na Liburnia Film Festivalu u Opatiji.

## Sadržaj
Časopis izlazi više puta godišnje. Glavninu priloga u časopisu pišu sami beskućnici, koji ga i prodaju na ulicama gradova. Prodaja je započela u Rijeci, a proširila se na Zagreb i Vinkovce, Varaždin, Osijek, a s vremenom će se prodavati i u drugim hrvatskim gradovima.
Cilj je dvostruk - prvo, da se na taj način pruži prilika beskućnicima da prodajom časopisa zarade dovoljno novaca da unajme sobu ili manji stan, ali i da malo po malo skidaju stigmu sa sebe kao oni koji su opasni po društvo. Stoga, ovaj je časopis nazvan Ulične svjetiljke kako bi se javnosti ukazalo da su beskućnici nepravedno stavljeni u zakutak društva, u tamu gdje ih nitko ne želi vidjeti, kao da ne vrijede kao ljudi, a zapravo mogu puno toga doprinijeti, bilo duhovno bilo svojim talentima, što se kroz njihove životne priče, pjesme, crteže i drugo, nastoji pokazati u svakom od brojeva časopisa. Drugo, prodajom časopisa neposredno iz ruku beskućnika, javnost se pokušava senzibilizirati za teme siromaštva i socijalne isključivosti, o čemu se u drugim medijima ne može puno vidjeti ili pročitati.
Cijena primjerka Uličnih svjetiljki je 1,3 eura (2024.), od čega polovica ide prodavaču beskućniku, a preostala polovica za troškove izdavanja sljedećeg broja časopisa, čime se časopis samofinancira. Prije prelaska na euro iznosila je 8 kuna.
Časopis Ulične svjetiljke član je Međunarodne mreže uličnih novina (INSP),  
koje obuhvaća 120 raznih tiskovina u četrdesetak zemalja svijeta. Kroz INSP želi se svijetu pokazati situaciju u Hrvatskoj po pitanju beskućništva i siromaštva.
Ovaj se projekt, nazočan u mnogim zemljama svijeta, dosad pokazao više nego opravdanim jer su se dosadašnji tiskani brojevi prodali na ulicama hrvatskih gradova, iz ruke beskućnika, korisnika nužnog smještaja i radno nesposobnih ljudi.

## Nagrade i priznanja
Časopisu Ulične svjetiljke 10. prosinca 2013. godine Hrvatski helsinški odbor za ljudska prava dodijelio je Nagradu "Joško Kulušić" za doprinos u zaštiti i promicanju ljudskih prava na području medijskog djelovanja.

## Vanjske poveznice
Mrežna mjesta
- Ulične svjetiljke  Arhivirana inačica izvorne stranice od 29. listopada 2012. (Wayback Machine), beskucnici-rijeka.org
- Službena stranica na facebooku